# Pirata shibatai
Pirata shibatai är en spindelart som beskrevs av Tanaka 1995. Pirata shibatai ingår i släktet Pirata och familjen vargspindlar. Inga underarter finns listade i Catalogue of Life.